# Chery (Automarke)

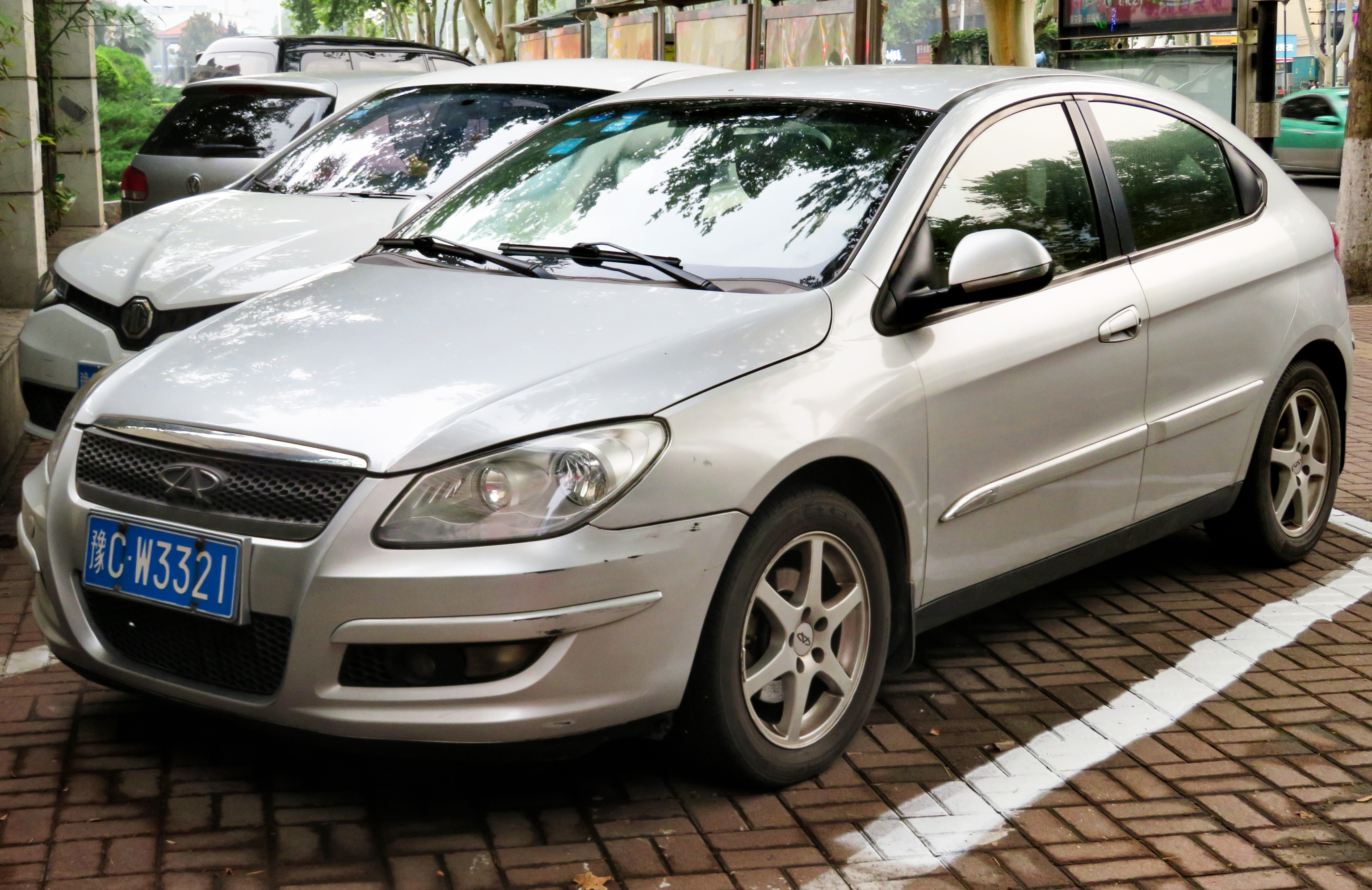
Chery A3

Chery Arrizo 3

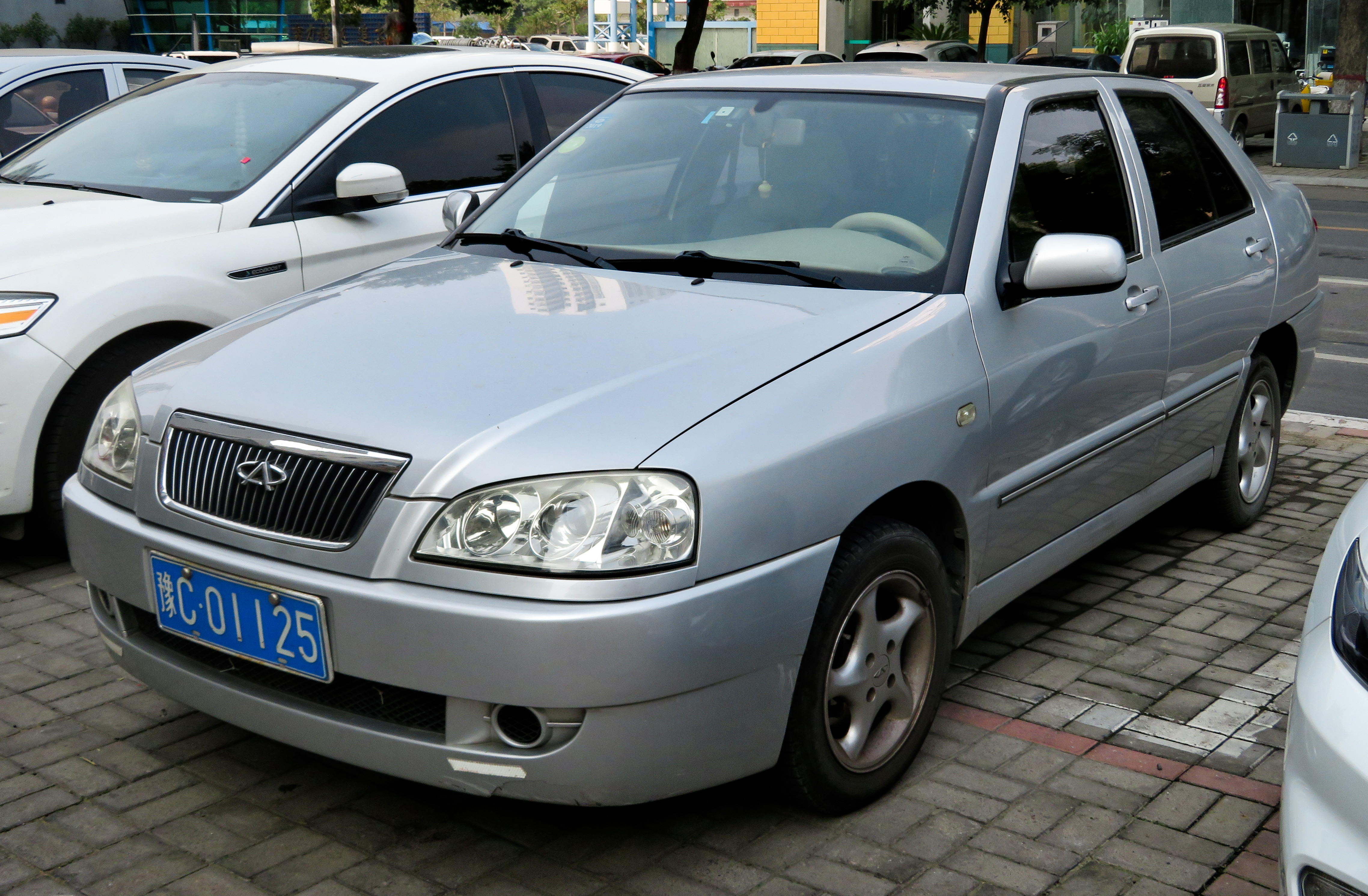
Chery Cowin

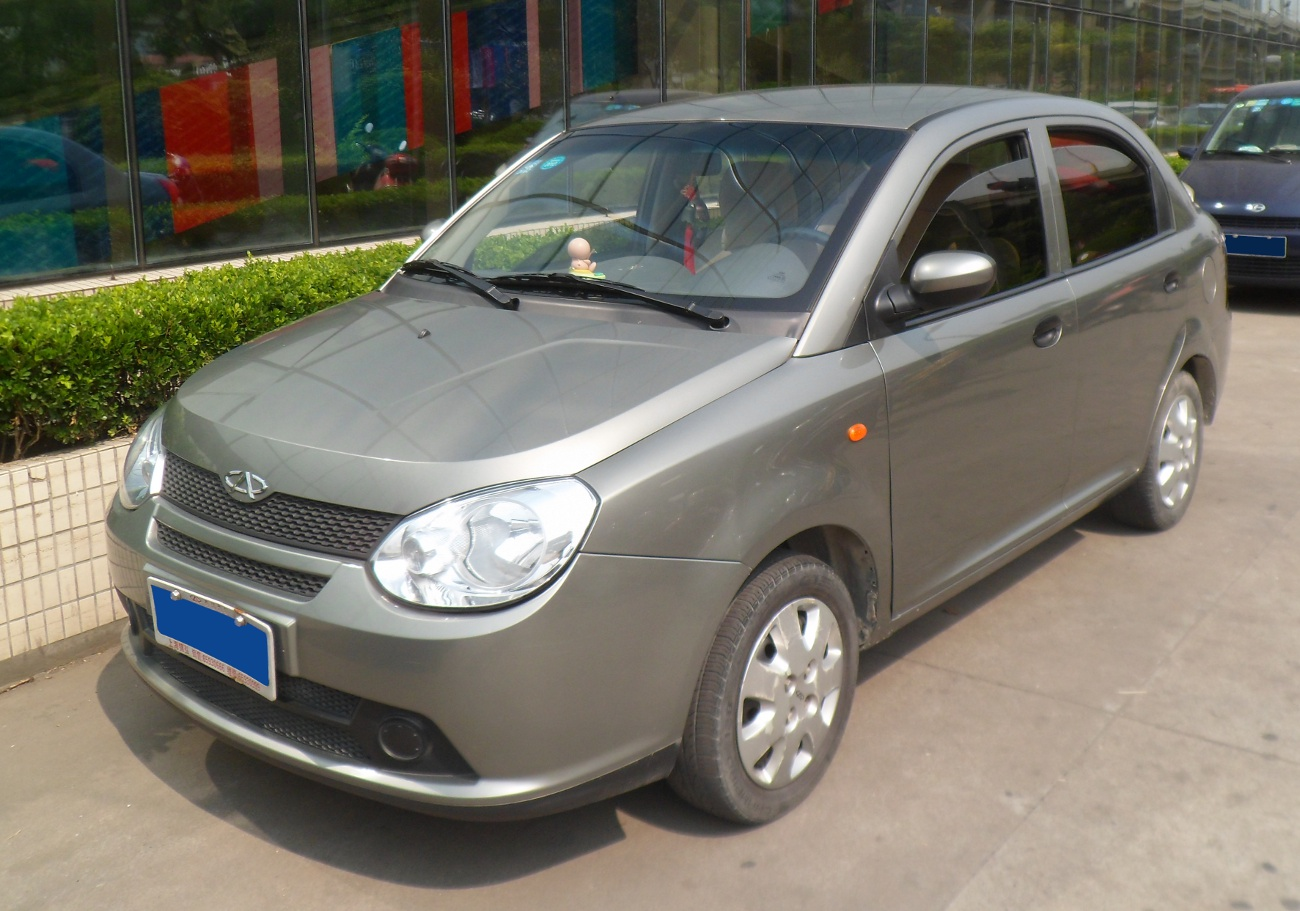
Chery Cowin 1

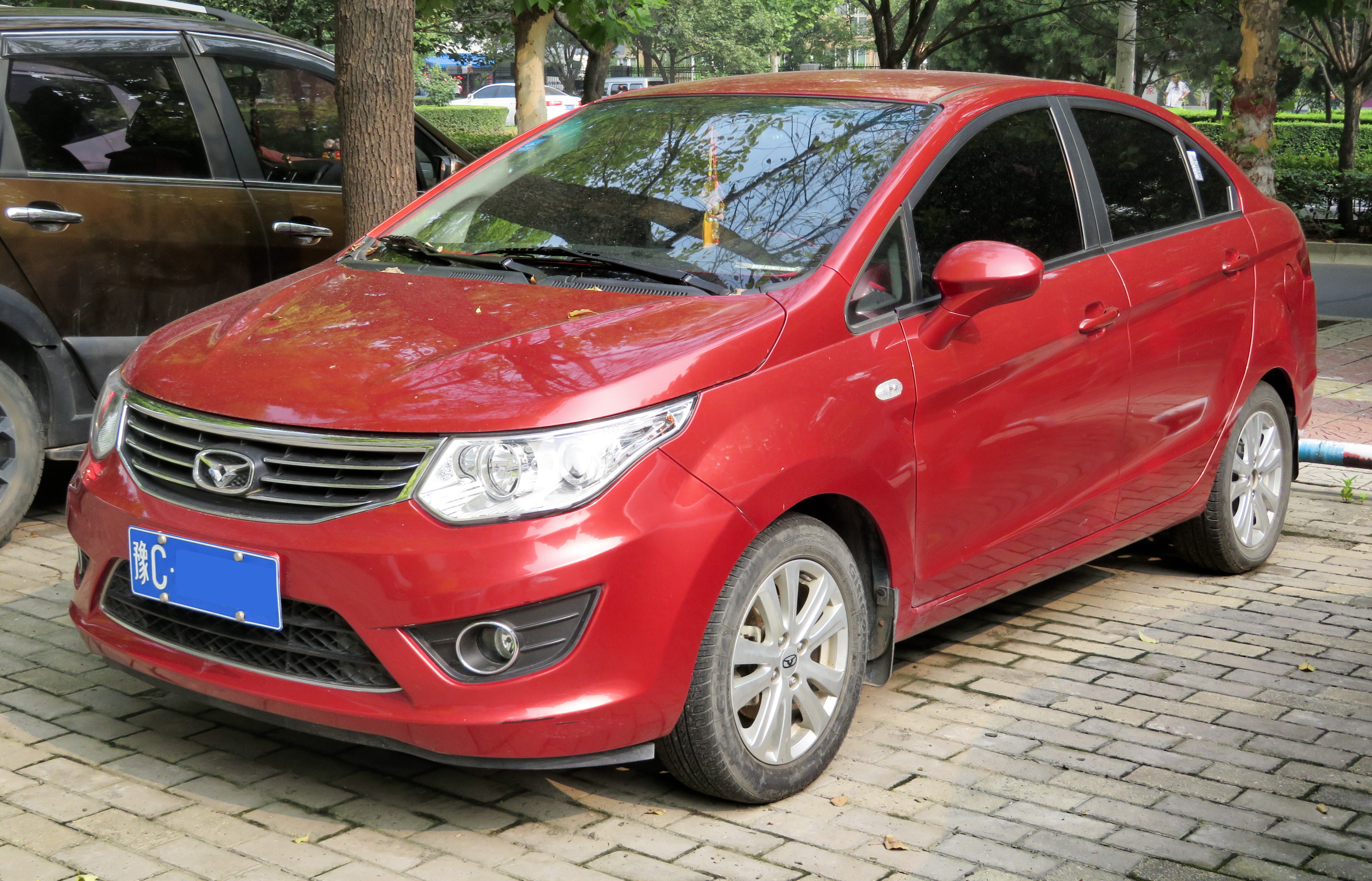
Chery Cowin C3

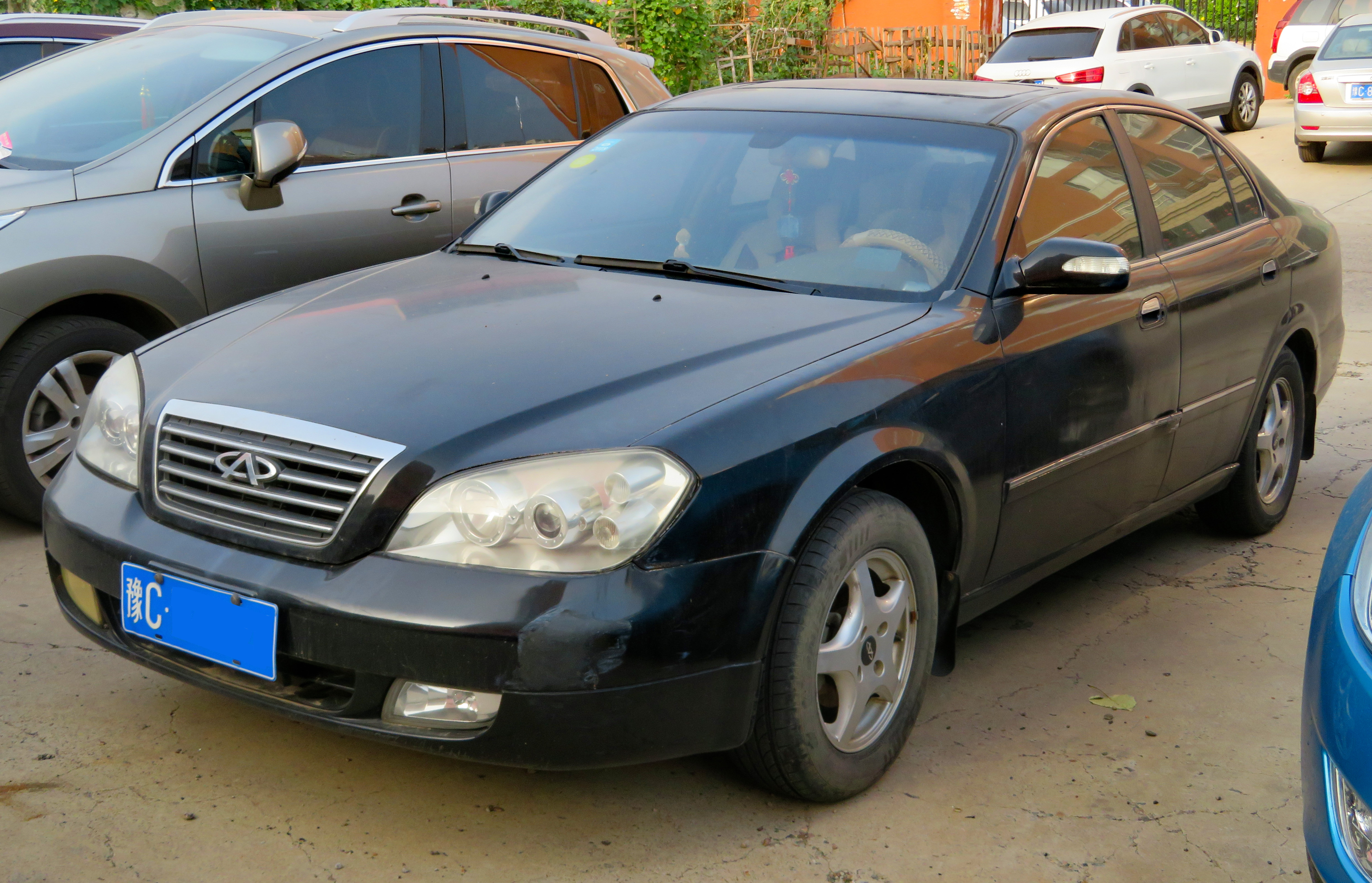
Chery Eastar

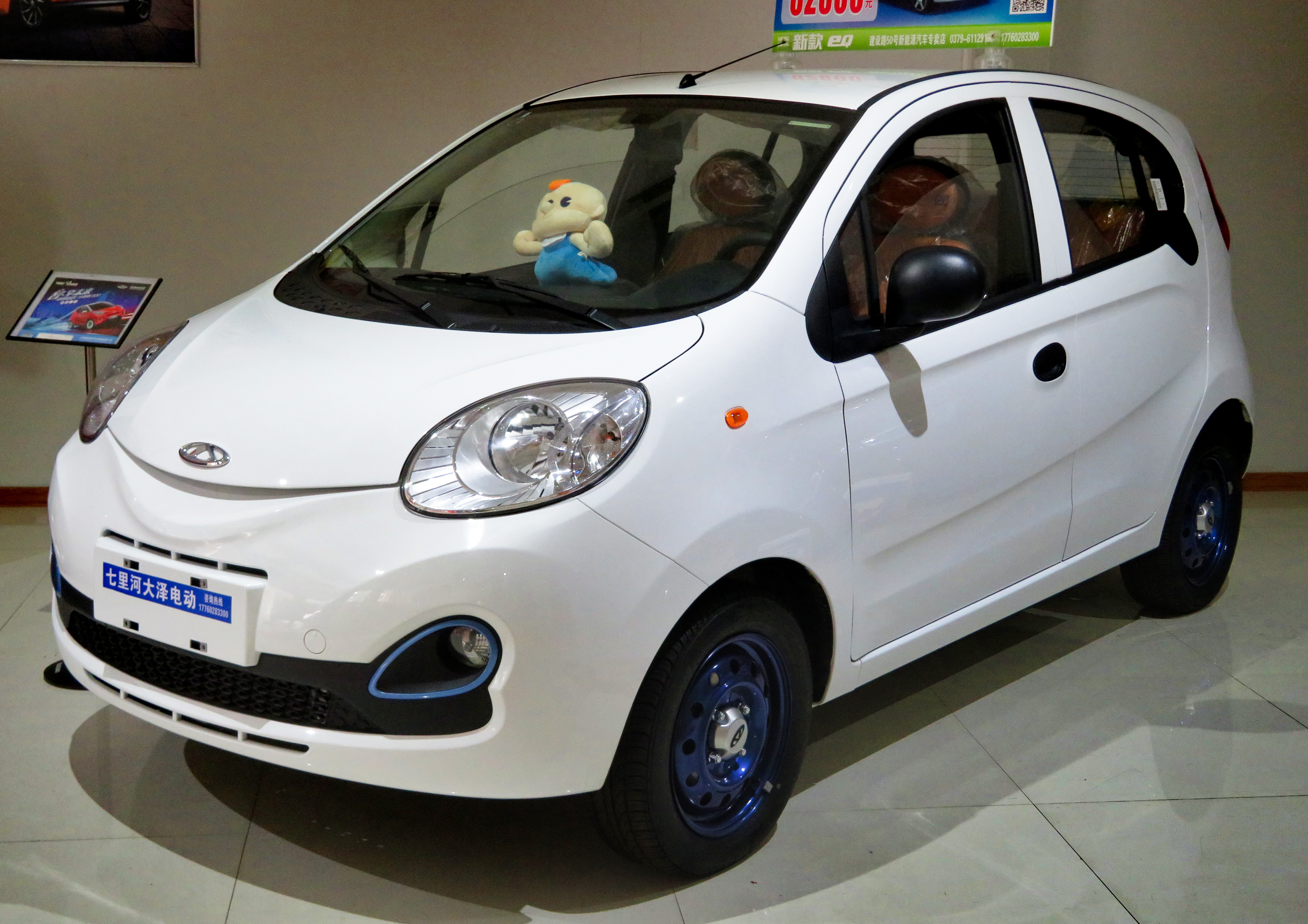
Chery eQ

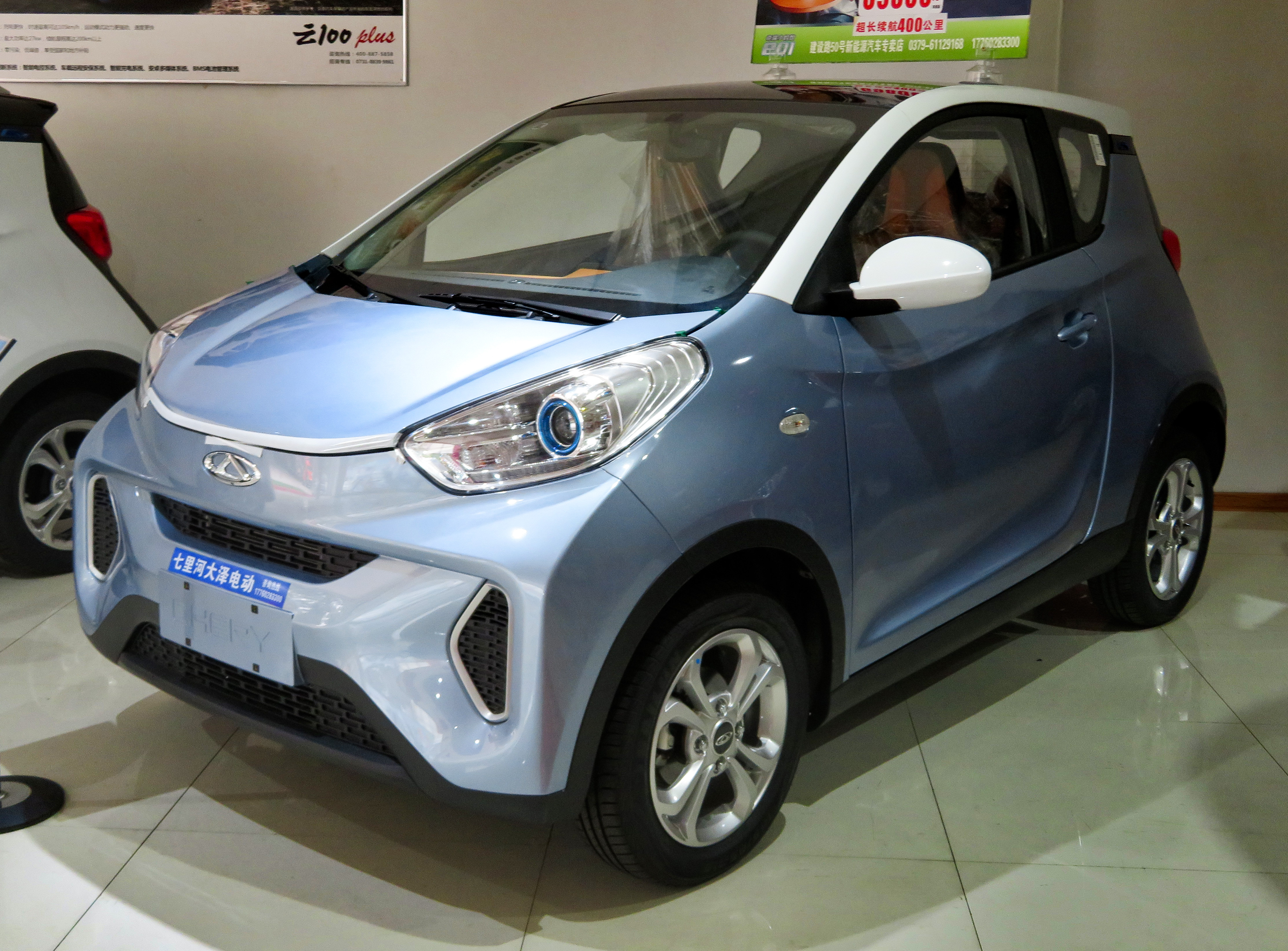
Chery eQ1

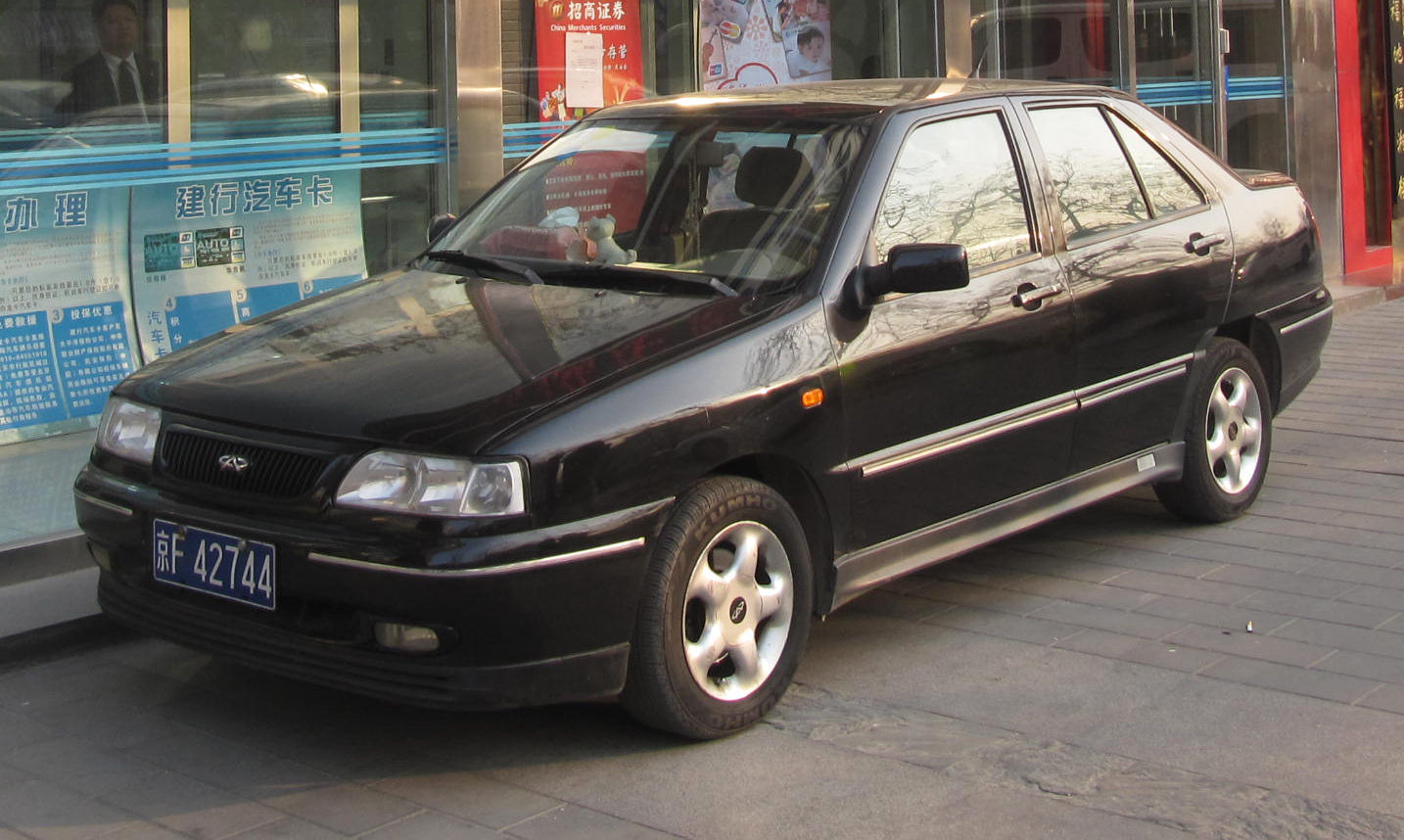
Chery Fengyun Windcloud

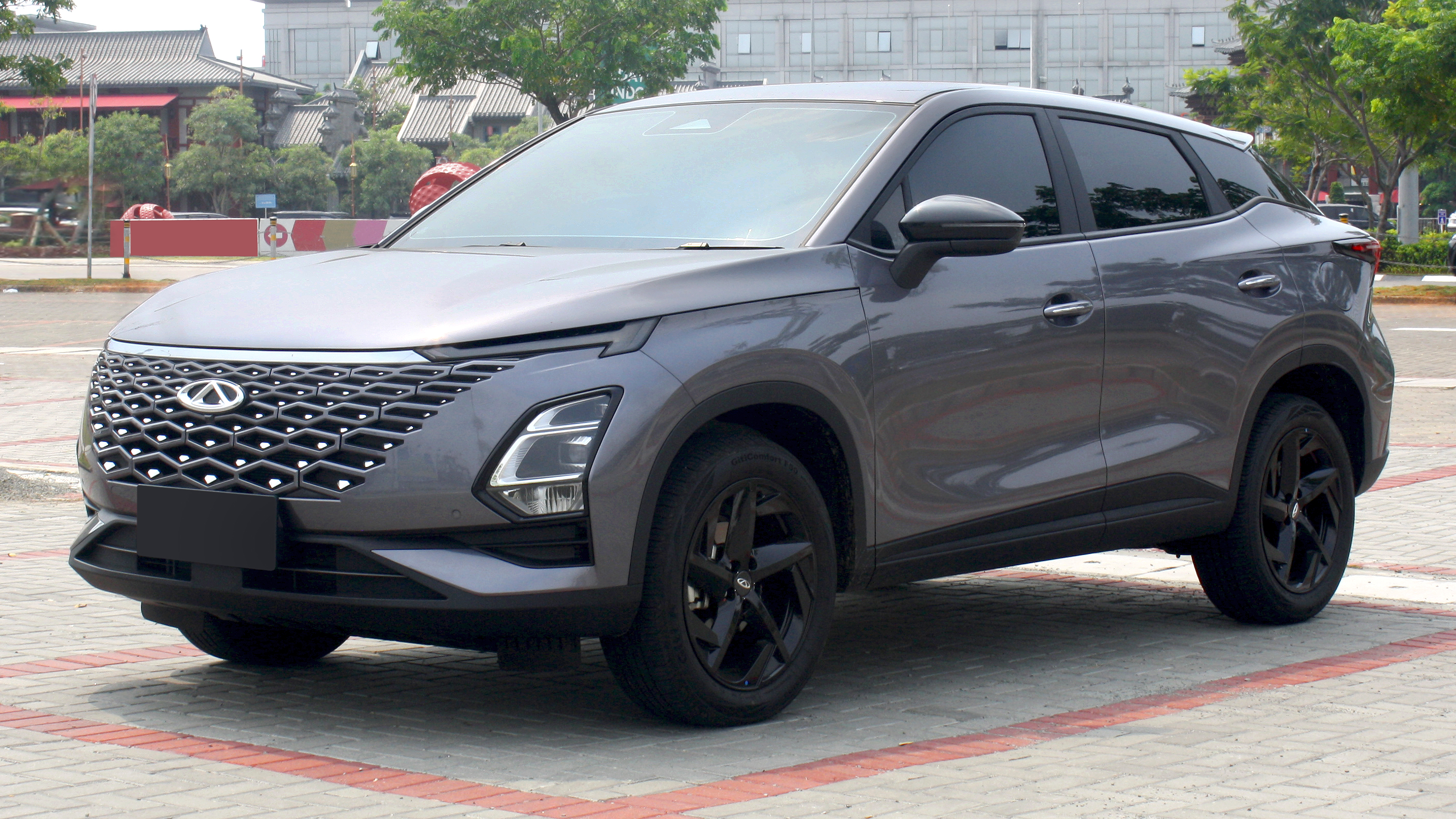
Chery Omoda 5

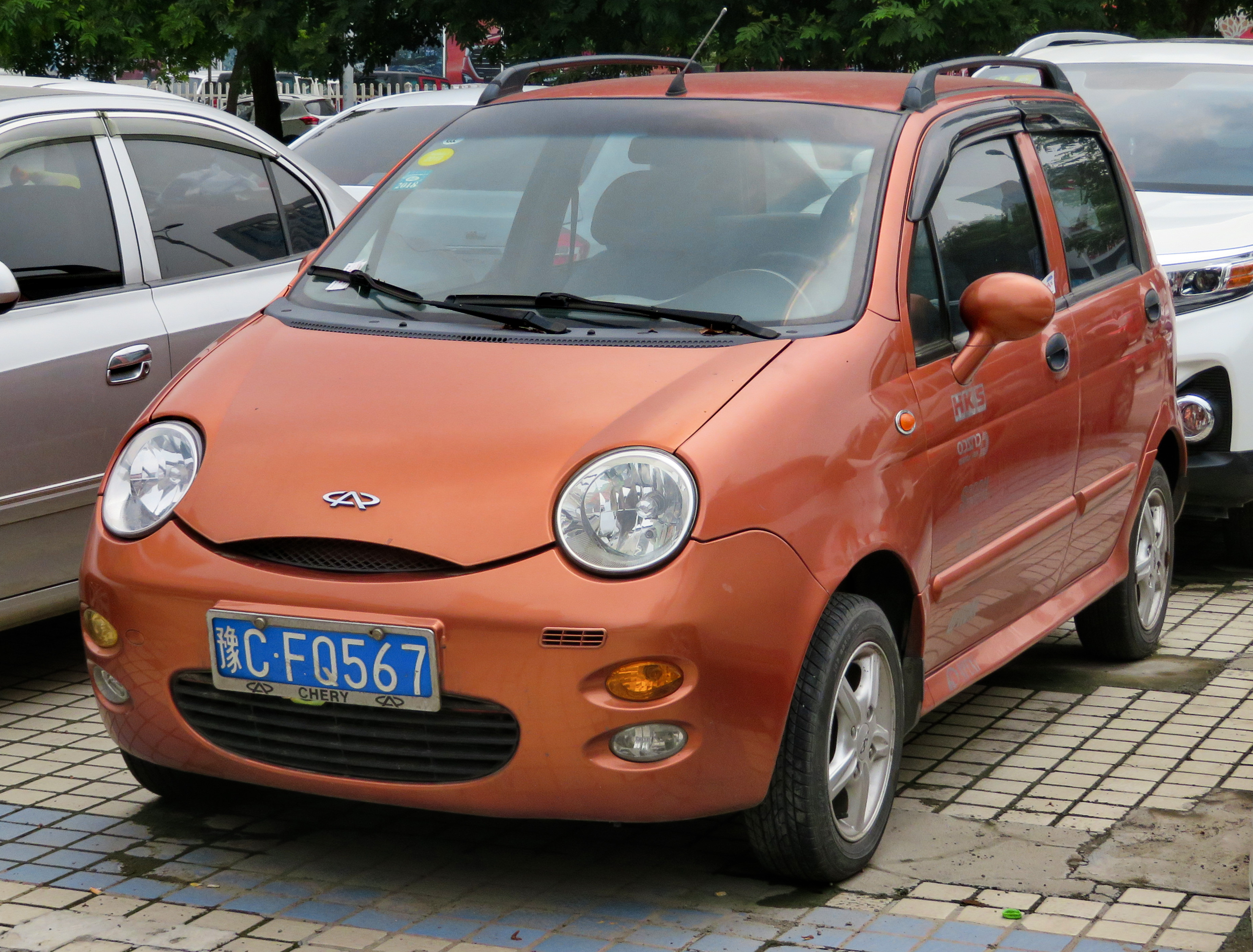
Chery QQ

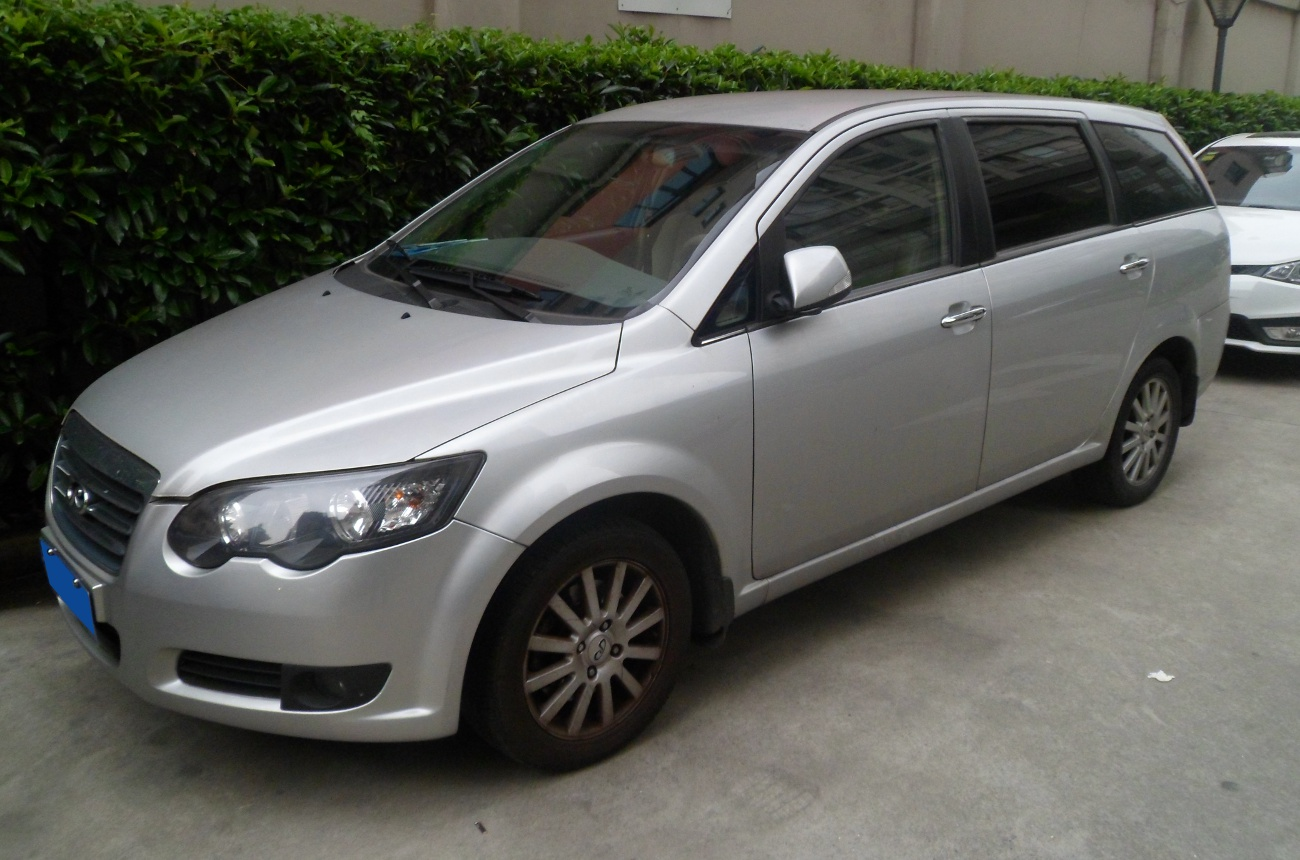
Chery Rely V5

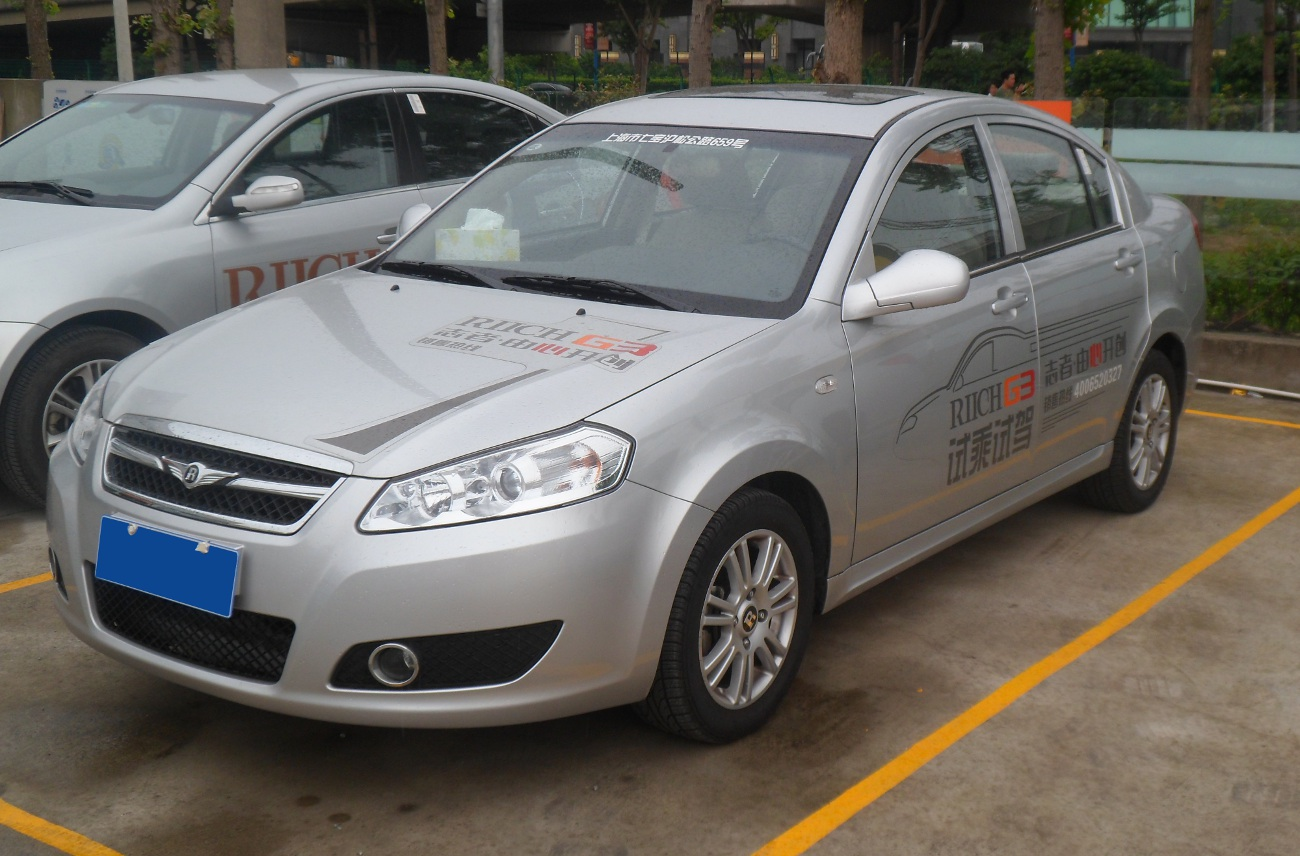
Chery Riich G3

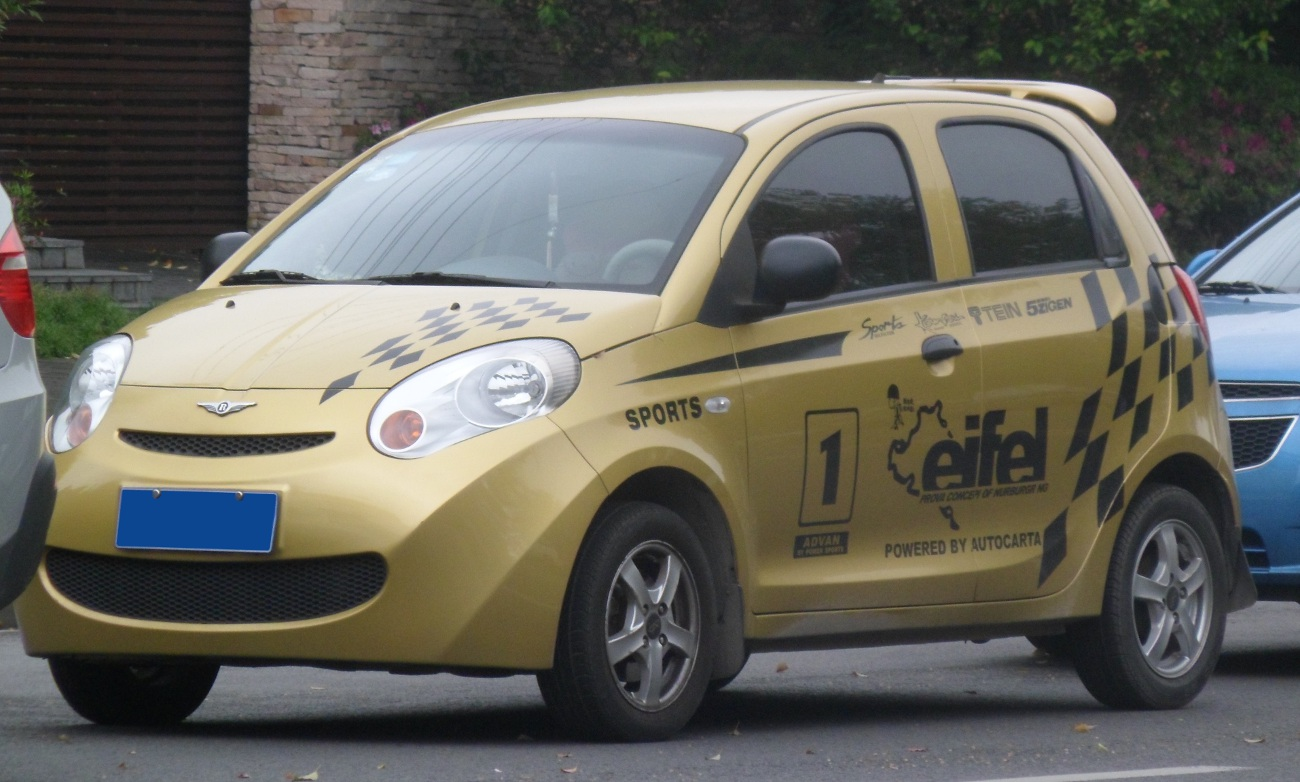
Chery Riich M1

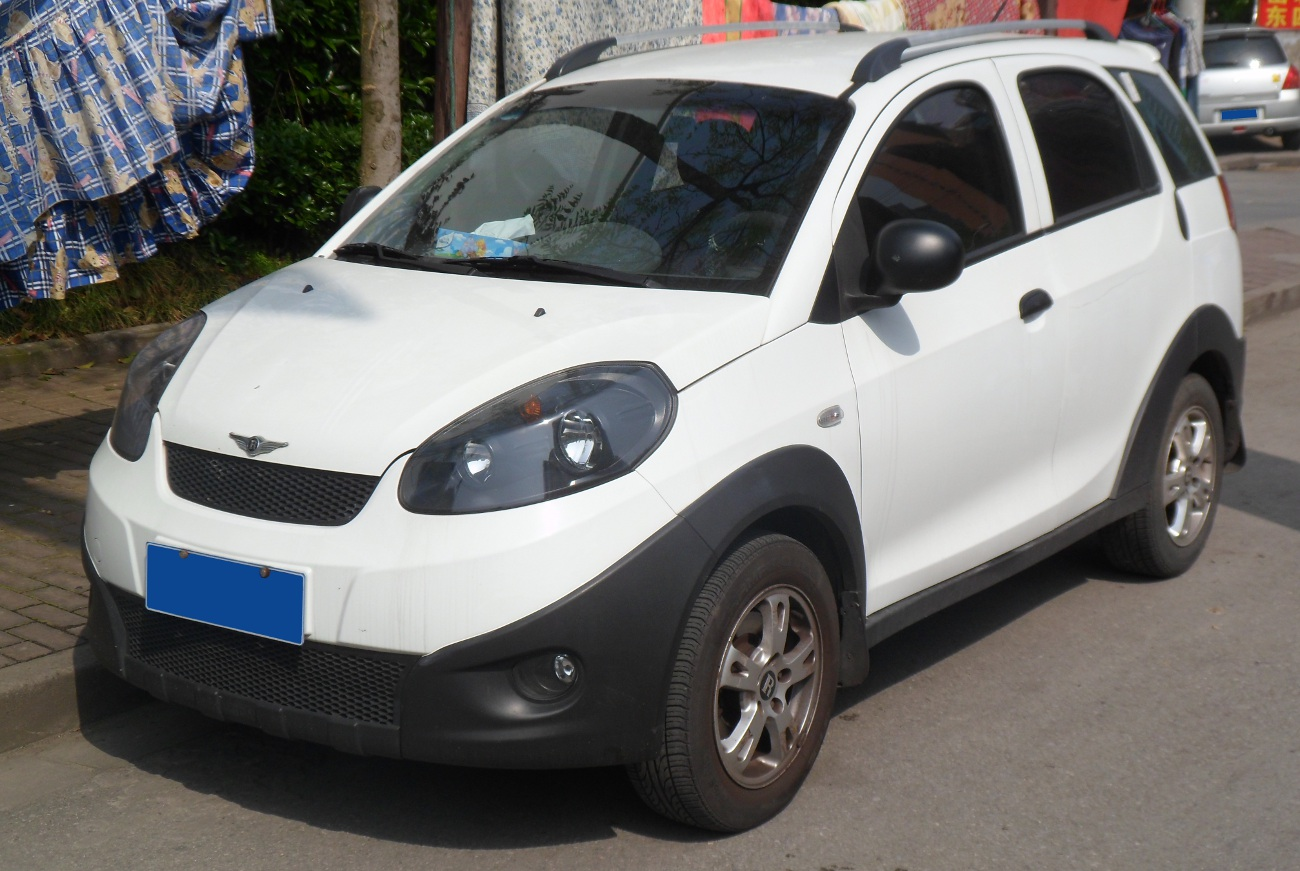
Chery Riich X1

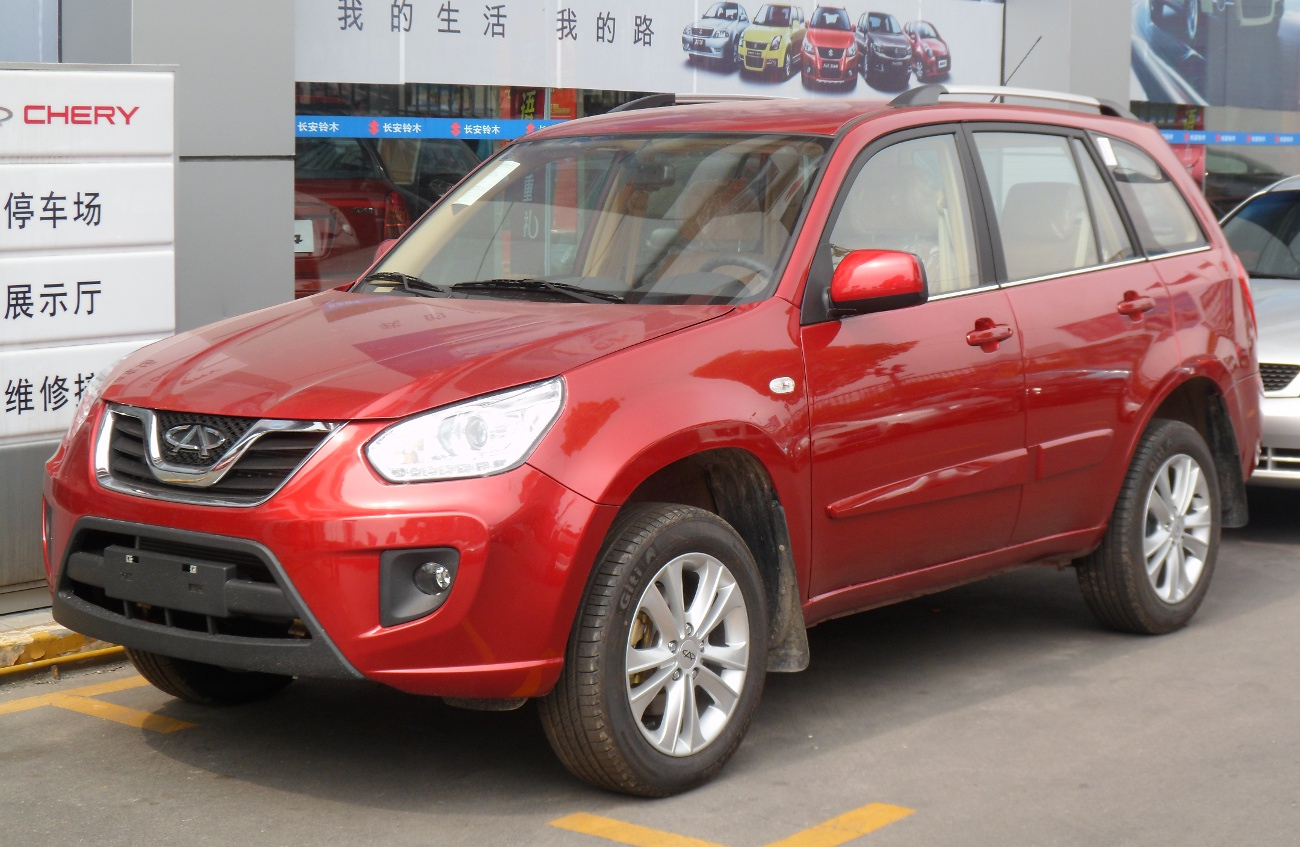
Chery Tiggo

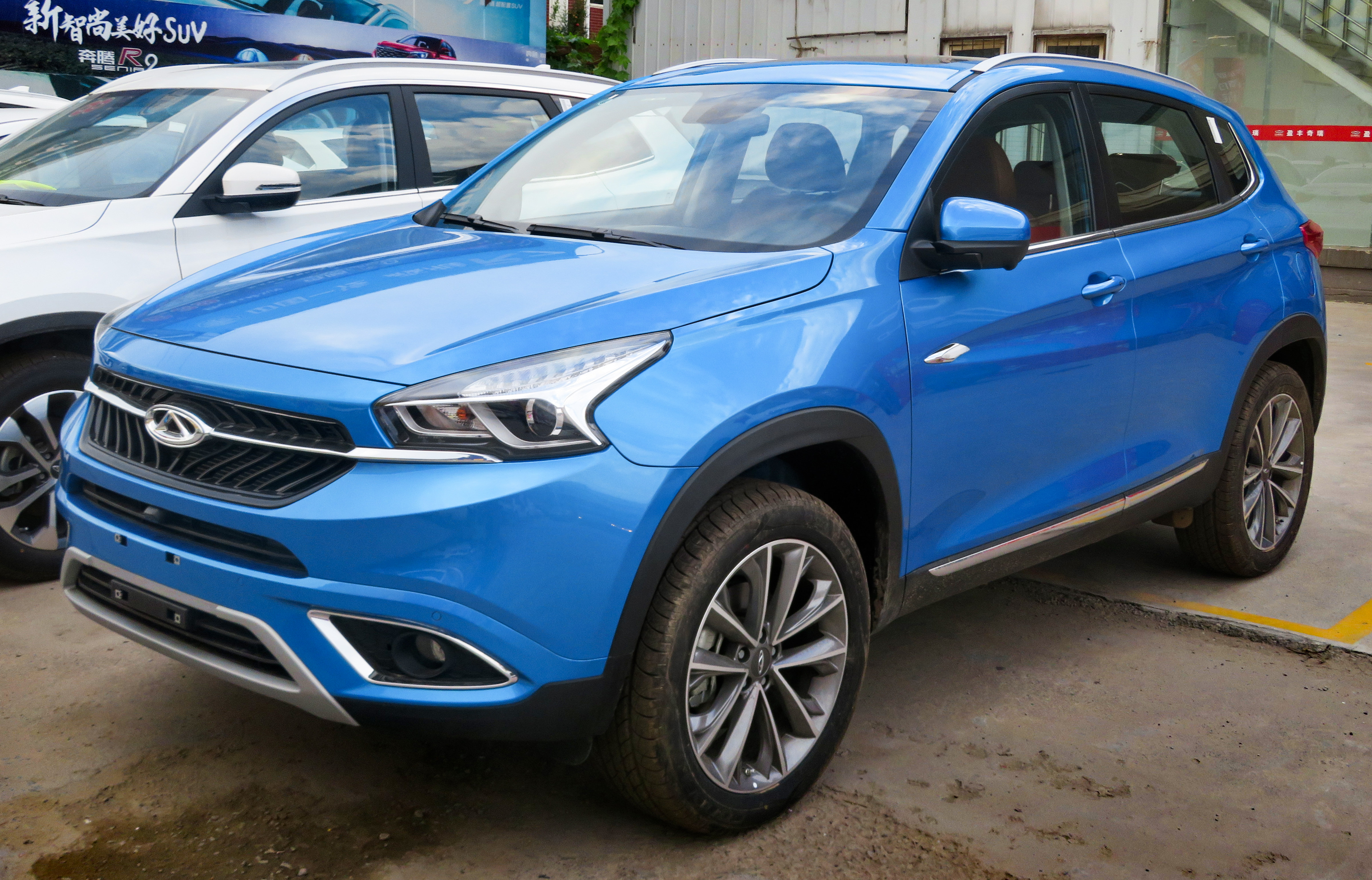
Chery Tiggo 7

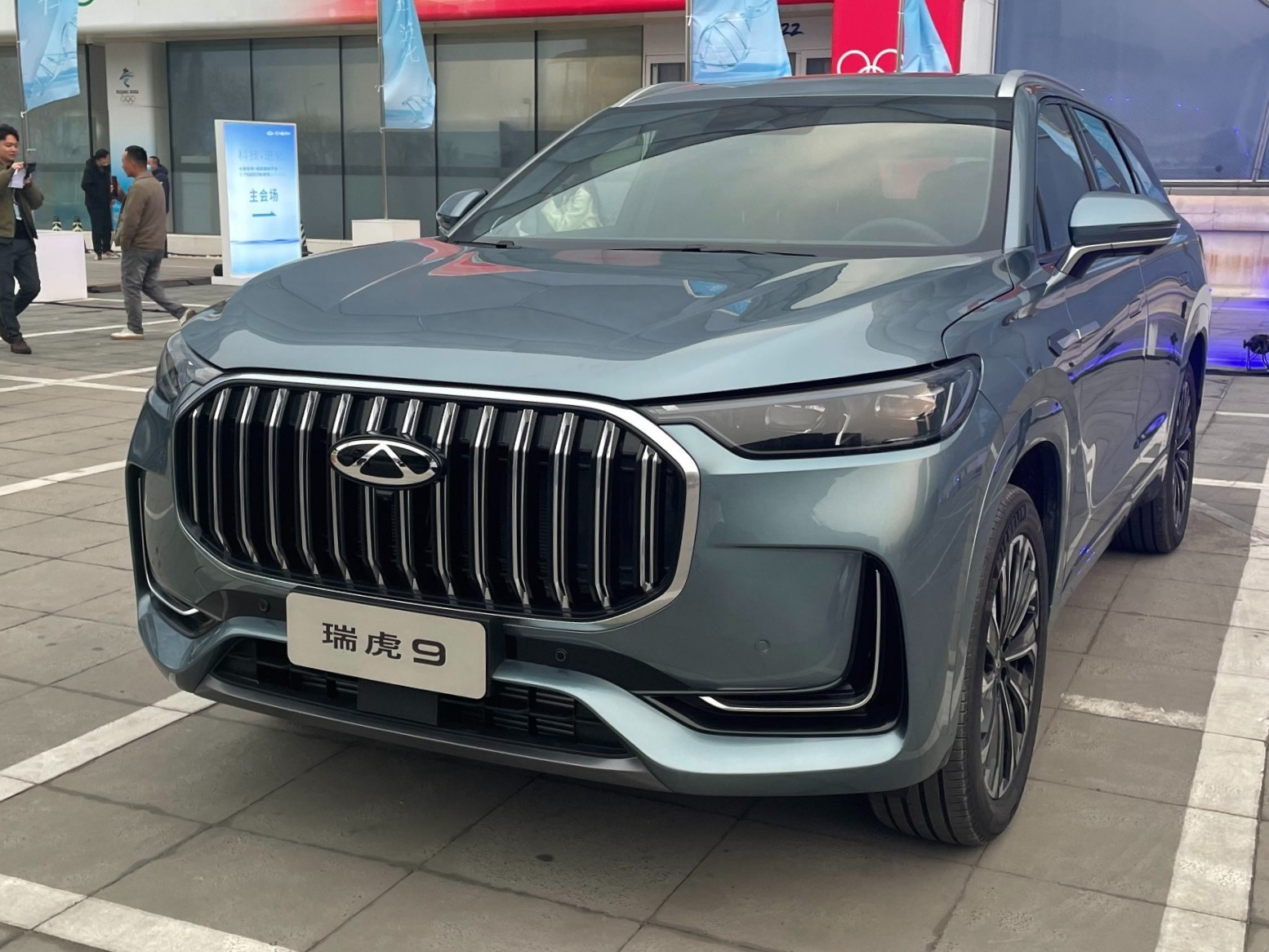
Chery Tiggo 9

Chery ist eine Automarke des chinesischen Herstellers Chery Automobile. Ihr Name in China ist Qirui.

## Markengeschichte
Chery Automobile aus Wuhu verwendet diese Marke seit 1999 für Automobile. Es heißt, dass die Fahrzeuge anfangs nur in Wuhu verkauft werden durften. In Mexiko, wo die ersten Modelle im Sommer 2022 auf den Markt kamen, lautet der Markennamen Chirey.

## Fahrzeuge
Das erste Modell wurde im Einführungsjahr 1999 CAC6430 und ab 2000 Fengyun SQR7160 (auch Fengyun Windcloud) genannt. Es war die Kombination eines Seat Toledo mit einem Motor, den Ford ausrangiert hatte. Die ersten Käufer waren Taxigesellschaften aus Wuhu.
Im Mai 2003 folgte der kleinere Chery QQ3, der dem Daewoo Matiz ähnelte und ab 2006 Chery QQ genannt wurde.
Nachstehend eine Auflistung von Modellen, für die Zulassungszahlen in China bekannt sind.
- A1 (2007–2015)[6]
- A3 (2008–2017)[7]
- A5 (2006–2010)[8]
- Arrizo 3 (2014–2017)[9]
- Arrizo 5 (seit 2016)[10]
- Arrizo 5e (seit 2017) Variante des Arrizo 5 mit Elektromotor[11]
- Arrizo 5 GT (seit 2022)[12]
- Arrizo 5 Plus (seit 2018)[13]
- Arrizo 7 (2013–2018)[14]
- Arrizo 8 (seit 2022)[15]
- Arrizo M7 (2015–2016)[16]
- Cowin (2003–2010) Basis Fengyun Windcloud[17]
- Cowin 1 (2010–2014)[18]
- Cowin 2 (2010–2016)[19]
- Cowin 3 (2010–2015)[20]
- Cowin 5 (2012–2013)[21]
- Cowin C3 (2016–2017)[22]
- Cowin E3 (2013–2021)[23]
- Cowin V3 (2016–2019) Basis Karry K60[24]
- Cowin X5 (2017–2020)[25]
- E5 (2011–2018)[26]
- Eastar (2003–2014)[27]
- eQ (2014–2020)[28]
- eQ1 (2017 und 2020)[29]
- eQ5 Ant (2020–2022)[30]
- eQ7 (seit 2023)[31]
- Exeed LX (seit 2019)[32]
- Exeed Sterra ES (seit 2023)[33]
- Exeed Sterra ET (seit 2024)[34]
- Exeed TX und TXL (seit 2019)[35]
- Exeed VX (seit 2021)[36]
- Exeed Yaoguang (seit 2022)[37]
- Fengyun A8 (seit 2023)[38]
- Fengyun A9L (seit 2024)[39]
- Fengyun E05 (ab 2025)[40]
- Fengyun E06 (ab 2025)[41]
- Fengyun T6 (seit 2024)[42]
- Fengyun T8 (seit 2025)[43]
- Fengyun T9 (seit 2023)[44]
- Fengyun T10 (seit 2024)[45]
- Fengyun T11 (ab 2024)[46]
- Fengyun Windcloud (2003–2012)[47]
- Fengyun X3 (seit 2025)[48]
- Fulwin 2 (2013–2019)[49]
- Himla (ab 2025)[50]
- iCar 03 (seit 2023)[51]
- iCar V23 (seit 2024)[52]
- iCar V27 (ab 2025)[53]
- iCar X25 (ab 2024)[54]
- Kaiyi Kunlun (seit 2023)[55]
- Kaiyi Shiyue (seit 2023)[56]
- Kaiyi Tanggu (ab 2024)[57]
- Kaiyi V7 (seit 2022)[58]
- Kaiyi X3 (2016–2022) Basis Tiggo 3[59]
- Kaiyi Xuandu (seit 2021)[60]
- Kaiyi Xuanjie (seit 2020)[61]
- Omoda 5 (2022–2024)[62]
- QQ (2003–2022)[63]
- QQ Domi (seit 2025)[64]
- QQ Ice Cream (seit 2021)[65]
- QQme (2009–2011)[66]
- Rely V5 (2006–2015)[67]
- Rely X5 (2011–2015)[68]
- Riich G3 (2011–2014)[69]
- Riich G5 (2009–2014)[70]
- Riich G6 (2015–2015)[71]
- Riich M1 (2009–2014)[72]
- Riich R2 (2007–2009)[73]
- Riich X1 (2009–2015)[74]
- Ruitesi Q2 (2018) Variante des QQ mit Elektromotor[75]
- Tansuo 06 (seit 2023)[76]
- Tiggo (2005–2014) Nachfolger: Tiggo 3[77]
- Tiggo 3 (2014–2023) Nachfolger des Tiggo, gleiche Basis wie Cowin X3, in Italien auch als DR 5 verkauft[78]
- Tiggo 3X (seit 2016) In Italien auch als DR 3 verkauft[79]
- Tiggo 5 (2013–2021) In Italien auch als DR 6 verkauft[80]
- Tiggo 5X (seit 2017) Nachfolger des Tiggo 5, in Italien auch als DR 5.0 verkauft[81]
- Tiggo 5X High Energy (seit 2024)[82]
- Tiggo 7 (seit 2016) In Italien auch als DR F35 verkauft[83]
- Tiggo 7 High Energy (seit 2024)[84]
- Tiggo 7 Plus (seit 2021)[85]
- Tiggo 8 (seit 2018)[86]
- Tiggo 8L (seit 2024)[87]
- Tiggo 8 Plus (seit 2020)[88]
- Tiggo 9 (seit 2023)[89]
- Tiggo 9L (ab 2025)[90]
- Tiggo e (seit 2019) Variante des Tiggo 5X mit Elektromotor[91]
- Wujie Pro (seit 2022)[92]

## Submarken
Unter dieser Marke werden mehrere Submarken genutzt. Das sind Cowin, Exeed, Omoda, Rely und Riich. Obwohl manche Quellen sie als echte Marken ansehen und es auch separate Internetseiten für zwei dieser Namen gibt, werden sie bei den Neuzulassungen in China als Chery geführt.
Jetour und Karry sind dagegen Eigenmarken des Herstellers.

## Verkaufszahlen in China
Nachstehend die Verkaufszahlen dieser Marke in China.
| Jahr | Pkw-Zulassungszahl |
| ---- | ------------------ |
| 2003 | 85.349             |
| 2004 | 87.138             |
| 2005 | 189.445            |
| 2006 | 292.291            |
| 2007 | 379.001            |
| 2008 | 341.764            |
| 2009 | 459.688            |
| 2010 | 607.167            |
| 2011 | 590.287            |
| 2012 | 533.161            |
| 2013 | 437.044            |
| 2014 | 449.825            |
| 2015 | 393.110            |
| 2016 | 504.206            |
| 2017 | 457.064            |
| 2018 | 436.737            |
| 2019 | 452.769            |
| 2020 | 503.959            |
| 2021 | 710.151            |
| 2022 | 716.786            |

Andere Quellen geben Produktionszahlen an: 2.767, 30.070, 50.398, 101.141 und 79.565 in den Jahren 2000 bis 2004. 185.588, 307.332 und 387.880 in den Jahren 2005 bis 2007.